# Megaselia modica
Megaselia modica är en tvåvingeart som beskrevs av Rudolf Beyer 1965. Megaselia modica ingår i släktet Megaselia och familjen puckelflugor. Inga underarter finns listade i Catalogue of Life.